# Ástor García
Ástor García Suárez, (Oviedo, España, 1978) es un profesor y político comunista español. Es el actual secretario general del Partido Comunista de los Trabajadores de España.

## Trayectoria

### Inicios y PCPE
Ástor García se licenció en Derecho en la Universidad de Oviedo e inició su militancia comunista a principios de los 2000, participando en las protestas estudiantiles contra la Ley Orgánica de Universidades. En las elecciones municipales de 2007 formó parte de las listas del Partido Comunista de los Pueblos de España a la alcaldía de Oviedo. Poco después se convirtió en líder político del PCPE en La Rioja y miembro del Comité Central, y en las elecciones generales de 2008 fue cabeza de lista al Congreso por la provincia de Rioja. También fue cabeza de lista del PCPE en las elecciones autonómicas al Parlamento de Rioja de 2011 y 2015.

### Cisma en el PCPE
En 2017 se produjo una división en el seno del PCPE, lo que llevó a que una parte del partido eligiera a Ástor García como nuevo secretario general, en detrimento de Carmelo Suárez, secretario general desde 2002. 
García contó con el apoyo de prácticamente todos los Colectivos de Jóvenes Comunistas y parte de las organizaciones territoriales del partido, pero no con el del Comité Central, que apoyó mayoritariamente a Carmelo Suárez y denunció la elección de García como un "acto fraccionario". Unos 220 militantes del PCPE y del CJC firmaron un documento respaldando las decisiones tomadas por la dirección encabezada por García, suscribiendo un acuerdo de cinco puntos en defensa del partido, mientras varias organizaciones territoriales emitieron comunicados en defensa de la nueva dirección, incluidas las de Euskal Herria, de Asturias, de Cantabria, de Galicia, de Madrid, de Baleares, de Canarias, de Castilla y León y parte de Cataluña. A nivel internacional, el Partido Comunista de México, el Partido Comunista de Grecia (KKE), el Partido del Trabajo de Austria y el Partido Comunista de Italia apoyaron a Ástor García como secretario general del PCPE. También realizaron eventos conjuntos con la participación del Partido Comunista de Turquía. Con la convocatoria de una Conferencia Central se decidió realizar un XI Congreso Extraordinario que se celebró en noviembre de 2017 bajo el lema “Por un país para la clase trabajadora, fortalezcamos el PCPE”.

### PCTE
Finalmente, el 3 de marzo de 2019 se resolvió legalmente la duplicidad de siglas. El sector que lidera Ástor García adoptó una nueva denominación, Partido Comunista de los Trabajadores de España (PCTE), según lo dispuesto en su XI Congreso Extraordinario. Ha sido su secretario general desde entonces.
A mediados de marzo de 2019 fue elegido por el Comité Central del PCTE, por unanimidad, como candidato presidencial para las elecciones generales de abril de ese año y encabezó la lista al Congreso por la Comunidad de Madrid.
En las elecciones al Parlamento Europeo de 2019, encabezó la lista del PCTE, obteniendo 19.081 votos (0,09%).
Sus juventudes se organizan en los Colectivos de Jóvenes Comunistas.